# 戸田宣成
戸田 宣成（とだ のぶなり、生年不詳 - 天文15年（1546年））は、戦国時代の東三河地方の武将、渥美郡田原城の国人領主戸田氏の一族。田原城主戸田憲光（弾正忠）の子、通称は金七郎・橘七郎・三郎兵衛尉。初め同郡大崎郷（豊橋市老津町）に居住したが、天文6年（1537年）牧野氏の今橋城を奪い城主となった。

## 事績
宣成は田原城主戸田氏の第2代の戸田憲光の次男という。
三河国渥美郡大崎郷を領し、天文5年6月15日（1536年7月3日）付けで小松原東観音寺（豊橋市小松原町）に寄進状を出し「十田橘七郎宣成」と署名。天文10年11月15日（1541年12月2日）にも大崎八幡宮に寄進して棟札に「戸田三郎兵衛尉宣成」と記名している。
天文6年には今橋城を占拠した牧野成敏（田兵衛尉）を退けて宣成が城主となった。牧野成敏は牛久保城主牧野氏の一族で正岡城主（豊川市正岡）であったが、松平清康の東征に協力した功で今橋城番となり、天文4年（1535年）の森山崩れで松平清康が急死したのを機に占拠しそのまま城主になっていた。これを成敏配下であった宣成の同族・戸田宗兵衛尉（重光）・戸田新次郎（氏輝）の協力を得て成敏を退けて城を奪い戸田宣成が城主になったという。
これにより、戸田氏は渥美郡に田原城・二連木城を有していたものに宣成の今橋城を加えて、渥美郡の要部（現在の豊橋市）を天文10年までにはほぼ制圧した。
この戸田氏の勢力拡大は、やがて今川氏の嫌疑を受けることになり、今橋城の宣成は天文15年初冬に今川氏の征討を受けた。同年11月には落城し宣成は以後、消息不明になり戦死したと考えられている。この時のものとされる「無年号11月25日付け天野安芸守（景泰）宛今川義元判物」（『静岡県史料・第4輯』所収「天野文書」）は落城を11月15日と記す。「天野安芸守」の実名は「景貫」、「景泰」とされている。この際に田原城の戸田政光・二連木城の戸田宜光には宣成救援の動きは記録に伝わらず、また両城戸田氏について今川氏による前後の処分も知られないことから、宣成は今川氏の嫌疑を避けるために一族の犠牲とされたものと受け取られている 。
その影響か、宣成の法名も墳墓も伝わらず系譜上もあいまいになっているが、後世成立の三河地方の諸記録に今橋城主戸田金七郎の名が見え、前掲のように関係地域の寺社の寄進状・棟札にもその名が記されており、天文期に彼の存在と活躍があったことが窺い知れる。